# HD 139778
HD 139778，又名BD+54 1758，SAO 29597、HR 5828，是一颗恒星，视星等为5.87，位于銀經86.76，銀緯49.3，其B1900.0坐标为赤經15h 34m 57.7s，赤緯+54° 49.3′ 10″。